# 道の駅しもごう

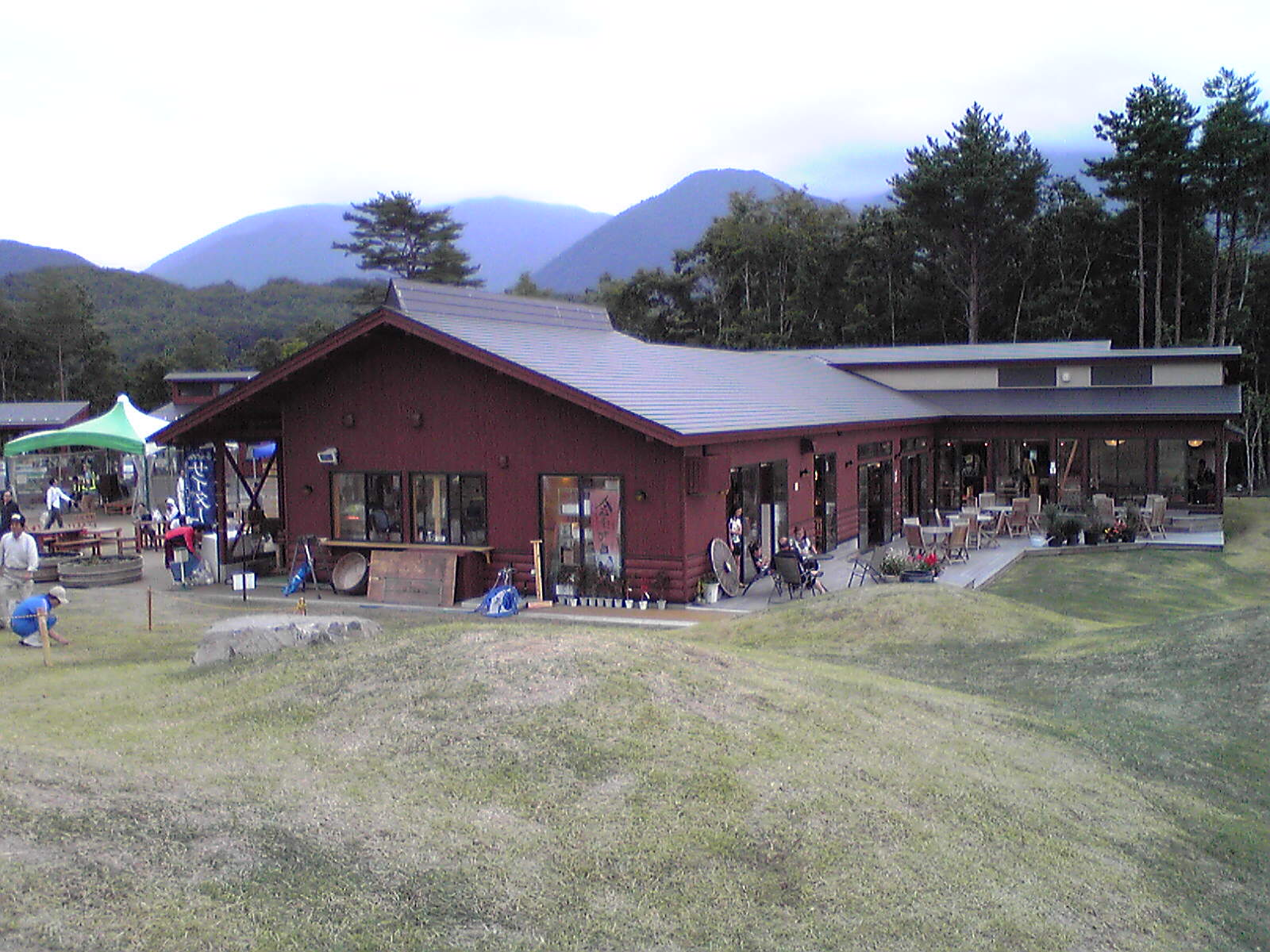
施設

道の駅しもごう（みちのえき しもごう）は、福島県南会津郡下郷町にある国道289号の道の駅である。愛称はしもごう Ematto（エマット）。
2009年（平成21年）3月12日に道の駅に登録された。
福島県が配布している「ふくしまの橋カード」No.5 甲子大橋の配布箇所となっている。

## 主な施設
- 駐車場
  - 普通車：31台
  - 大型車：8台
  - 身障者用 : 2台
- トイレ（いずれも24時間利用可能）
  - 男：7器
  - 女：5器
  - 身障者用：1器
- 公衆電話：なし
- 情報提供コーナー
- 農産品・特産品販売施設
- 食堂 ※営業時間は、10:30 - 17:00（4 - 11月）、- 16:00（12 - 3月）

## 休館日
- 12月31日・1月1日

## アクセス
- 国道289号（甲子道路） - 登録路線

## 周辺
- 大鹿沼山
- 観音沼森林公園